# Ludwik Żarnowski
Ludwik Żarnowski (ur. 25 października 1877 we wsi Zeloma w guberni Jekaterynosławskiej (obecnie Ukraina), zm. 2 grudnia 1953 w Łodzi) – polski metalurg, profesor Akademii Górniczej w Krakowie i Politechniki Łódzkiej.
Był synem Ludwika, powstańca styczniowego, zesłanego na 10 lat Syberię. W 1894 roku ukończył szkołę realną w Orle. W roku 1900 ukończył studia w Instytucie Technologicznym w Petersburgu z tytułem inżyniera technologa. Praca dyplomowa dotyczyła projektu z konstrukcji parowozów. Po ukończeniu studiów powrócił do Polski i rozpoczął pracę zawodową w zakładach Hutniczych B. Hantke w Częstochowie, początkowo jako konstruktor, a następnie jako asystent kierownika wydziału Wielkich Pieców. W 1902 roku przeniósł się do Warszawy, gdzie został zatrudniony jako starszy asystent W Katedrze Wytrzymałości Materiałów w Politechnice Warszawskiej. W roku 1903 aresztowany i osadzony w X Pawilonie Cytadeli Warszawskiej za przynależność do Polskiej Partii Socjalistycznej. Warunkiem zwolnienia było opuszczenie Warszawy. W 1904 roku wyjechał na Ukrainę, gdzie pracował jako konstruktor w Zakładach Hutniczych Południowo–Rosyjskiego Towarzystwa Metalurgicznego w Kamieńskoje. W roku 1906 został asystentem szefa wydziału walcowni i kuźni, w 1917 roku szefem wydziału, a od 1919 roku naczelnym inżynierem huty. W 1921 roku objął stanowisko docenta w Akademii Górniczej w Jekaterynosławiu, gdzie wykładał plastyczną obróbkę metali.
Po uzyskaniu niepodległości powrócił w sierpniu 1922 do Polski i w 1923 roku objął stanowisko zastępcy naczelnego dyrektora Towarzystwa Akcyjnego Wielkich Pieców i Zakładów Ostrowieckich, a następnie dyrektora naczelnego, które to obowiązki pełnił do marca 1935. W tym okresie rozbudował i unowocześnił Zakłady Ostrowieckie, szczególnie w zakresie wydziałów przeróbki plastycznej. Był inicjatorem i uczestnikiem powołania 25 stycznia 1930 Sekcji Hutniczej w ramach Stowarzyszenia Górników i Hutników Polskich, przekształconego 7 grudnia 1930 w Stowarzyszenie Hutników Polskich. W 1932 roku pełniąc obowiązki dyrektora Zakładów Ostrowieckich jednocześnie powrócił do pracy naukowo-dydaktycznej i prowadził wykłady zlecone z walcownictwa i kuźnictwa na Politechnice Warszawskiej. W 1935 roku został przeniesiony do Warszawy do Zarządu Głównego S-ki Akc. Zakładów Ostrowieckich w charakterze rzeczoznawcy; na tym stanowisku pracował do 1944 roku. W roku 1936 został zaproszony do Akademii Górniczej w Krakowie jako zastępca, a po śmierci profesora Łowińskiego jako profesor nadzwyczajny, obejmując wykłady z walcownictwa i maszyn hutniczych. W 1938 roku został mianowany profesorem zwyczajnym w Katedrze Walcownictwa, Kuźnictwa i Maszyn Hutniczych.
W czerwcu 1939 przeniósł się do Politechniki Warszawskiej i objął Katedrę Technologii Metali, jednak wybuch II wojny światowej uniemożliwia realizację planów. Podczas okupacji w Warszawie organizował różne formy tajnego nauczania. Po utworzeniu w 1942 roku Wyższej Szkole Technicznej w Warszawie kierował laboratorium metalurgicznym (dawnym Zakładem Metalurgicznym Politechniki) oraz prowadził wykłady z metalurgii, walcownictwa i kuźnictwa. Jednocześnie potajemnie prowadził prace dyplomowe dla dawnych studentów Politechniki Warszawskiej. Po wybuchu powstania warszawskiego został wywieziony 5 sierpnia 1944 do obozu koncentracyjnego w Głogowie, a następnie przewieziony do obozu pod Gdynią. Po wyzwoleniu obozu 15 marca 1945 zamieszkał we wsi Jeziorko pod Łodzią.
Był jednym ze współorganizatorów Politechnice Łódzkiej. 1 lipca 1945 rozpoczął na stanowisku profesora zwyczajnego i kierownika Katedry Metalurgii Wydziału Mechanicznego. Na Wydziałach Mechanicznym i Elektrycznym prowadził wykłady i zajęcia z metalurgii z walcownictwem, kuźnictwa i prasownictwa, technologii metali oraz laboratorium metalograficzne.
Był autorem podstawowych podręczników z zakresu kuźnictwa i walcownictwa, skryptów oraz pomocy naukowych. Publikował liczne artykuły w Przeglądzie Górniczo–Hutniczym i Przeglądzie Mechanicznym. Profesor Ludwik Żarnowski był propagatorem łączenia badań naukowych z praktyką i ich wprowadzania do przemysłu. Prawie wszystkie prace dyplomowe wykonane pod jego kierunkiem zostały wdrożone w przemyśle. Interesował się także biologią, ogrodnictwem, malarstwem i literaturą rosyjską.